# Operation Bayonet (Darknet)
Operation Bayonet war eine multinationale verdeckte Operation im Jahr 2017, in welcher es Europol in Zusammenarbeit mit der US-amerikanischen DEA und der niederländischen Nationalpolizei schließlich gelang, im Juni/Juli 2017 die Darknet-Märkte AlphaBay und Hansa zu schließen und deren Infrastruktur zu beschlagnahmen. Die Operation führte auch zur Schließung von vielen anderen, kleineren Darknet-Märkten und erstreckte sich über Thailand, die USA, die Niederlande und Kanada.
Im Laufe der Ermittlungen wurde auch der mutmaßliche Gründer der Seite AlphaBay, der kanadische Staatsbürger Alexandre Cazes, verhaftet und inhaftiert. Nur ein paar Tage nach seiner Festnahme wurde er tot in seiner Zelle in Thailand aufgefunden. Als Todesursache wird Selbstmord vermutet.
Laut dem Ermittler der lokalen Behörden der Niederlande, Martijn Egberts, konnten rund 10.000 Adressen von Käufern auf Hansa außerhalb der Niederlande sichergestellt werden. Während dieser Zeit ließ die Polizei die Verkäufe und Käufe auf Hansa (in dieser Zeit stieg die Anzahl derer von 1.000 auf 8.000 pro Tag) weiterlaufen, um an Beweise zur zukünftigen Verurteilung von Nutzern zu gelangen. Ihr gelang es nach eigenen Angaben, durch eine Modifikation des Quellcodes an die Passwörter der Benutzer, PGP-verschlüsselte Nachrichten, Bitcoins, IP-Adressen und andere „relevante“ Informationen zu kommen. Mit diesen Informationen soll es Strafverfolgungsbehörden weltweit ermöglicht werden, Benutzer des Darknet-Markts zu identifizieren. Zudem konnten die Informationen, die erlangt wurden, dazu verwendet werden, um Verkäufer-Accounts in anderen Darknet-Märkten zu schließen.
Seit der Schließung der Seite wird dort eine sogenannte „seizure notice“ (deutsch: „Beschlagnahmungs-Hinweis“) und der Link zum „hidden service“ der niederländischen Polizei politiepcvh42eav.onion/hansafaq.html angezeigt, unter dem Nutzer mehr Informationen über die Operation herausfinden können.
Laut Europol waren diese zwei Seiten seit ihrer Gründung im Jahr 2014 verantwortlich für den Austausch von insgesamt über 350.000 verbotenen Waren mit einem Gesamttransaktionsvolumen von einer Milliarde Dollar (geschätzt). Es wurden unter anderem Drogen, Waffen, gestohlene Kreditkarten (und -daten) und Malware gehandelt. Diese Operation war laut Europol eine der ausgeklügeltesten ihrer Art.
Europol kündigte an, dass es in Europa infolge der Operation zu hunderten neuen Ermittlungen kommen werde.